# Struthiomimus
Struthiomimus (”strutshärmare”) var en fågelliknande dinosaurie som levde i Nordamerika under kritaperioden för omkring 78-67,7 miljoner år sedan. Den tillhörde familj Ornithomimidae (även kända som "strutsdinosaurier") och var släkt med bland annat Ornithomimus, Dromiceiomimus och Gallimimus.

## Historik
Släktet Struthiomimus med typarten S. altus upprättades 1917 av Henry Farfield Osborn baserat på fossil som tidigare beskrivits av Lawrence Lambe som Ornithomimus altus. Osborn menade att fossilet "S. altus" var äldre och hade vissa mer primitiva drag i foten än andra dittills kända fossil som tillförts släktet Ornithomimus och därför borde placeras i ett eget släkte. Osborn myntade namnet Struthiomimus, med hänvisning till djurets strutsliknande huvud, hals och fötter. Även om skillnaderna i foten beskrivna av Osborn 1917 sedermera konstaterats vara felaktiga har andra drag i skelettet visat sig kunna särskilja Struthiomimus från andra ornithomimider.
1928 beskrev Parks en andra art i släktet Struthiomimus (S. samueli). Den har sedermera klassificerats om till släktet Ornithomimus eller Dromiceiomimus.

## Beskrivning

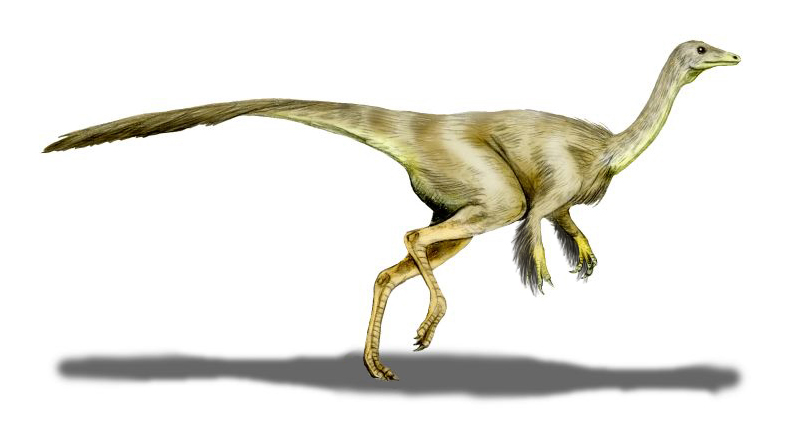
Illustration av springande Struthiomimus.

Struthiomimus storlek i jämförelse med en människa.

Struthiomimus gick liksom andra theropoder på långa bakben med fötter som slutade i tre tår. Som namnet antyder var den mycket lik en modern struts och ungefär lika stor. Huvudet var förhållandevis litet med stora ögon och tandlös näbb och satt på en lång, smal hals. Kroppen var rundad och balanserades av en lång, smal svans. Frambenen var långsmala och slutade i händer med tre kloförsedda fingrar på varje hand. Frambenen tycks ha varit ganska rörliga, men händernas gripförmåga var begränsad. Struthiomimus kroppsvikt beräknas ha legat kring 133-284 kilo.

## Ekologi

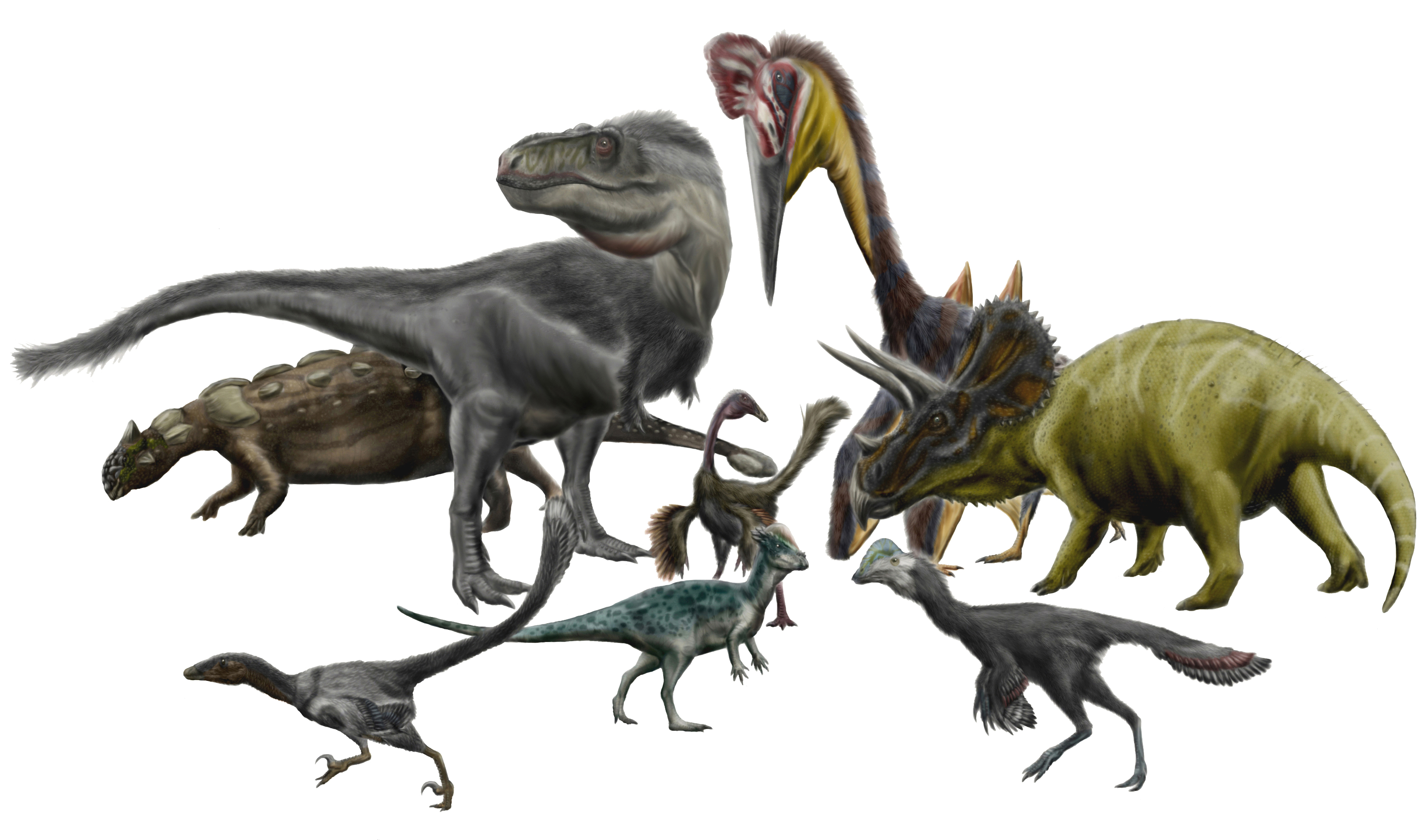
Struthihomimus (i mitten) tillsammans med några andra djur som den delade ekosystem med.

Struthiomimus delade livsutrymme med många andra dinosaurier såsom växtätande hadrosaurider, ceratopsider, pachycephalosaurider och ankylosaurider samt köttätande tyrannosaurider och dromaeosaurider.
I likhet med många andra ornithomimosaurier råder delade meningar om vad Struthiomimus levde på. Somliga har menat att den skulle ha kunnat äta små däggdjur, ödlor, småkryp samt ägg som den kunde gräva fram med sina framben, medan andra forskare har menat att Struthiomimus skulle ha använt frambenen för att dra ner grenar att äta från. Zanno och Makovicky har gissat på att Struthiomimus var växtätare, eftersom så tycks ha varit fallet med de närbesläktade Shenzhousaurus och Sinornithomimus.